# Muhammad Farooq Azam Malik
Muhammad Farooq Azam Malik (em urdu:  محمد فاروق اعظم ملک‎) é um político paquistanês que é membro da Assembleia Nacional do Paquistão desde agosto de 2018.

## Carreira política
Ele foi eleito para a Assembleia Nacional do Paquistão pelo círculo NA-170 (Bahawalpur-I) como candidato do Movimento Paquistanês pela Justiça nas Eleições Gerais de 2018.